# 高千穂学園の人物一覧
高千穂学園の人物一覧（たかちほがくえんのじんぶついちらん）は、高千穂大学、前身の高千穂高等商業学校、高千穂経済専門学校以外の主な出身者・関係者などの一覧。
高千穂大学、前身の高千穂高等商業学校、高千穂経済専門学校の主な出身者・関係者については高千穂大学の人物一覧に記載。

## 高千穂幼稚園
- 平林ひとみ - 高千穂幼稚園園長、高千穂学園評議員、元おかあさんといっしょ13代目うたのおねえさん

## 高千穂小学校
- 桑原万寿太郎 - 動物行動学者、基礎生物学研究所・九州大学名誉教授
- 渡辺武男 - 地球科学者。専門は鉱床学、鉱物学
- 塩野宣慶 - 法律家、元法務事務次官、東京高等検察庁検事長、最高裁判所判事
- 町村金五 - 政治家、元内務官僚
- 小月冴子 - 元松竹歌劇団（SKD）の男役スター
- 井上信一 - 銀行家、仏教思想家、元宮崎銀行頭取、元高千穂商科大学理事
- 永井典彦 - 元大阪商船三井船舶代表取締役会長
- 島津国臣 - 元TBS報道局長、TBS取締役
- 前田利民 - 昭和期の華族（子爵）
- 佐々木陽信 - 元日本鉱業代表取締役社長
- 山上八郎 - 軍事史学者

## 旧制高千穂中学校
- 舟橋聖一 - 小説家、芸術院会員。文化功労者
- 村井資長 - 工学者、早稲田大学名誉教授、日本カナダ教育文化交流財団理事長、早稲田大学の第10代総長
- 六角英通 - 電気工学者、政治家、華族、貴族院子爵議員。
- 稲垣長賢 - 農林技官、政治家、華族、貴族院子爵議員
- 及川奥郎 - 第二次世界大戦前に小惑星を複数発見した天文学者
- 富岡定俊 - 海軍軍人、華族。最終階級は海軍少将。男爵
- 秋好馨 - 漫画家、画家
- 豊増昇 - ピアニスト、音楽教育者。日本藝術院会員
- 戸川幸夫 - 小説家、児童文学作家
- 福原信和 - 元資生堂社長、同社会長、元福原興業代表取締役社長
- 栗田幸雄 - 政治家、元福井県知事（在任4期16年）
- 薩摩治郎八 - 元巴里大学都市薩摩財団代表
- 岡野敏成 - 元よみうりテレビ代表取締役最高顧問
- 田辺茂一 - 出版事業家、文化人。紀伊國屋書店創業者、元高千穂学園理事
- 岩田久利 - ガラス工芸家、元岩田硝子工芸株式会社代表取締役社長
- 黒田正夫 - 元大同工業大学名誉教授、元理化学研究所名誉研究員、元日本金属学会、日本応用物理学会、雪氷学会名誉会員
- 小池厚之助 - 元高千穂商科（現高千穂大学）大学理事長（学園中興の祖）、元山一証券社長、同社会長、元小池銀行頭取、元経済同友会幹事
- 武内竜次 - 元外務省次官、元駐米大使、元日本ロシュ会長
- 掛下和男 - 元東洋レーヨン（現東レ）取締役
- 武内徹太郎 - 元富士紡績社長、同社会長、元日本紡績協会委員長、元高千穂学園理事、元同学園同窓会長
- 本庄季郎 - 航空技術者。三菱内燃機製造（現在の三菱重工業）に所属し、一式陸上攻撃機をはじめ第二次世界大戦期の航空機設計に携わった。高千穂小、中学校（6回卒）
- 岡田源三郎 - 野球選手・指導者（名古屋金鯱軍監督。明治大学硬式野球部監督）、NPB史上唯一の19世紀生まれの選手
- 朝比奈隆 - 大阪フィルハーモニー交響楽団の音楽総監督を務めた指揮者
- 岡田貞外茂 - 海軍軍人、最終階級は大佐。父は内閣総理大臣を務めた岡田啓介
- 須藤敏男 - 鉱物学者、地球科学者。東京教育大学理学部名誉教授。父は第一高等学校名誉教授の須藤新吉
- 杉村惇 - 洋画家、仙台市名誉市民

## 高千穂高等学校
- 田邊昭知 - 芸能プロモーター、放送作家、元音楽家・俳優。田辺エージェンシー代表取締役社長。元田辺昭知とザ・スパイダースのリーダー兼ドラマー・日本音楽事業者協会（JAME）会長
- 山本剛嗣 - 弁護士。東京弁護士会会長、日本弁護士連合会副会長、最高裁判所司法研修所教官、法務省司法試験考査委員、国家公安委員等を歴任。高千穂学園理事。